# Oldenburské velkovévodství
Oldenburské velkovévodství (německy Großherzogtum Oldenburg) byl historický státní útvar, který vznikl dohodou na vídeňském kongresu po skončení napoleonských válek, navázalo kontinuálně na původní Oldenburské vévodství, jež bylo obsazeno Francií v roce 1810, ale povýšeno na velkovévodství a člen nového Německého spolku. Po celou dobu své existence až do roku 1918 bylo Oldenbursko monarchií, od roku 1918 až do svého zániku (kromě let nacismu) bylo svobodným státem Výmarské republiky.

## Historie
Po skončení napoleonských válek bylo na vídeňském kongresu Oldenbursko spolu s oběma jeho exklávami knížectvím Birkenfeld a bývalým biskupstvím Lübeck povýšeno na velkovévodství a vstoupilo do Německého spolku. V roce 1823 se vévodou resp. velkovévodou stal bývalý regent Petr Bedřich Ludvík Oldenburský jako Petr I. Oldenburský jenž však nikdy nepřijal titul velkovévody a vládl do své smrti jako vévoda Oldenburský a je přímým předkem všech po něm následujících panovníků Oldenburska. Po něm nastoupil v roce 1829 jeho syn Pavel Fridrich August Oldenburský jenž vládl do roku 1853. Po něm nastoupil jeho syn a vnuk Petra I. velkovévoda Petr II. Oldenburský, který vládl až do roku 1900 za jehož panování odstoupilo území při ústí řeky Jade Prusku k založení válečného přístavu Wilhelmshavenu, roku 1854 pak připojilo se k Německému celnímu spolku, kdežto Lübeck (knížectví) v záležitostech celních a poštovních příslušel k Dánsku. Zároveň připojeno bezprostředně k státu panství Kniphausen a Varel, r. 1863 a 1865 však marně prohlašovány nároky velkovévodské rodiny na Šlesvik-Holštýn. V roce 1866 se Oldenbursko postavilo rozhodně na stranu Pruska, vzdalo se všech práv na Šlesvik-Holštýn a postavilo své sbory k disposici Prusku, se kterým byla v roce 1867 sjednána vojenská konvence. V náhradu za tyto ústupky obdrželo 1 milion tolarů a holštýnský amt Ahrensböck a přistoupilo k Severoněmeckému spolku. V roce 1871 se stalo spolkovou zemí Německého císařství. V roce 1900 nastoupil jeho syn Fridrich August II. Oldenburský, jenž se stal posledním Oldenburským velkovévodou a v roce 1918 byl okolnostmi německé revoluce donucen abdikovat.

### Seznam oldenburských velkovévodů

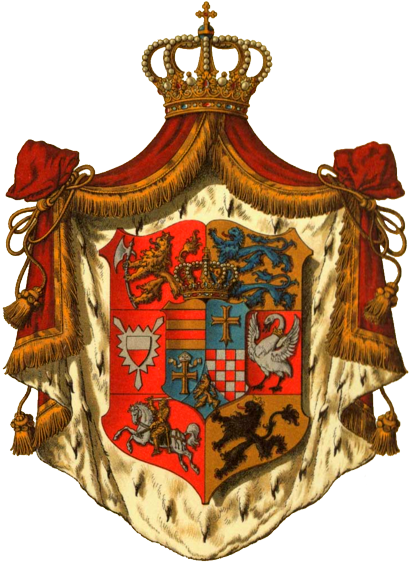
Znak Oldenburského vévodství

- 1813–1829: Petr I. Oldenburský – vévoda, od roku 1815 velkovévoda, ale titul nepřijal a vládl jako vévoda
- 1829–1853: August I. Oldenburský – přijal titul velkovévody
- 1853–1900: Petr II. Oldenburský
- 1900–1918: Fridrich August II. Oldenburský – poslední velkovévoda, abdikoval